# The Same
The Same var ett punkband från Sundsvall. Medlemmar var bl.a. Magnus Holmén, Per Kraft, Peter Byström och Tomas Broman. De är kanske mest kända för låten "Kuken i styret" som gjorde att P3-programmet Ny våg fälldes i radionämnden efter att de spelat den.
Bandet bildades 1977 som Absolute Swine. Precis innan bandet upplöstes 25 november 1977 gjorde man en spelning som Pete & the Percolators.
The Same från Sundsvall ska inte förväxlas med bandet The Same från Nynäshamn som har spelat in EP: n med låtarna Skona våra liv, De é bara båg och Hänger ni mé.